# NGC 3349-2
NGC 3349-2 is een sterrenstelsel van ongebruikelijke aard in het sterrenbeeld Leeuw. Het hemelobject werd op 22 maart 1865 ontdekt door de Duitse astronoom Albert Marth. Het hemelobject ligt in de buurt van NGC 3349-1.

## Synoniemen
- MCG 1-28-2
- ZWG 38.2
- VV 514
- PGC 2800964